# 高山象三
高山 象三（たかやま しょうぞう、1924年1月29日 - 1945年8月20日）は、日本の新劇俳優。広島の原爆により被災した移動演劇「桜隊」の一員。

## 経歴

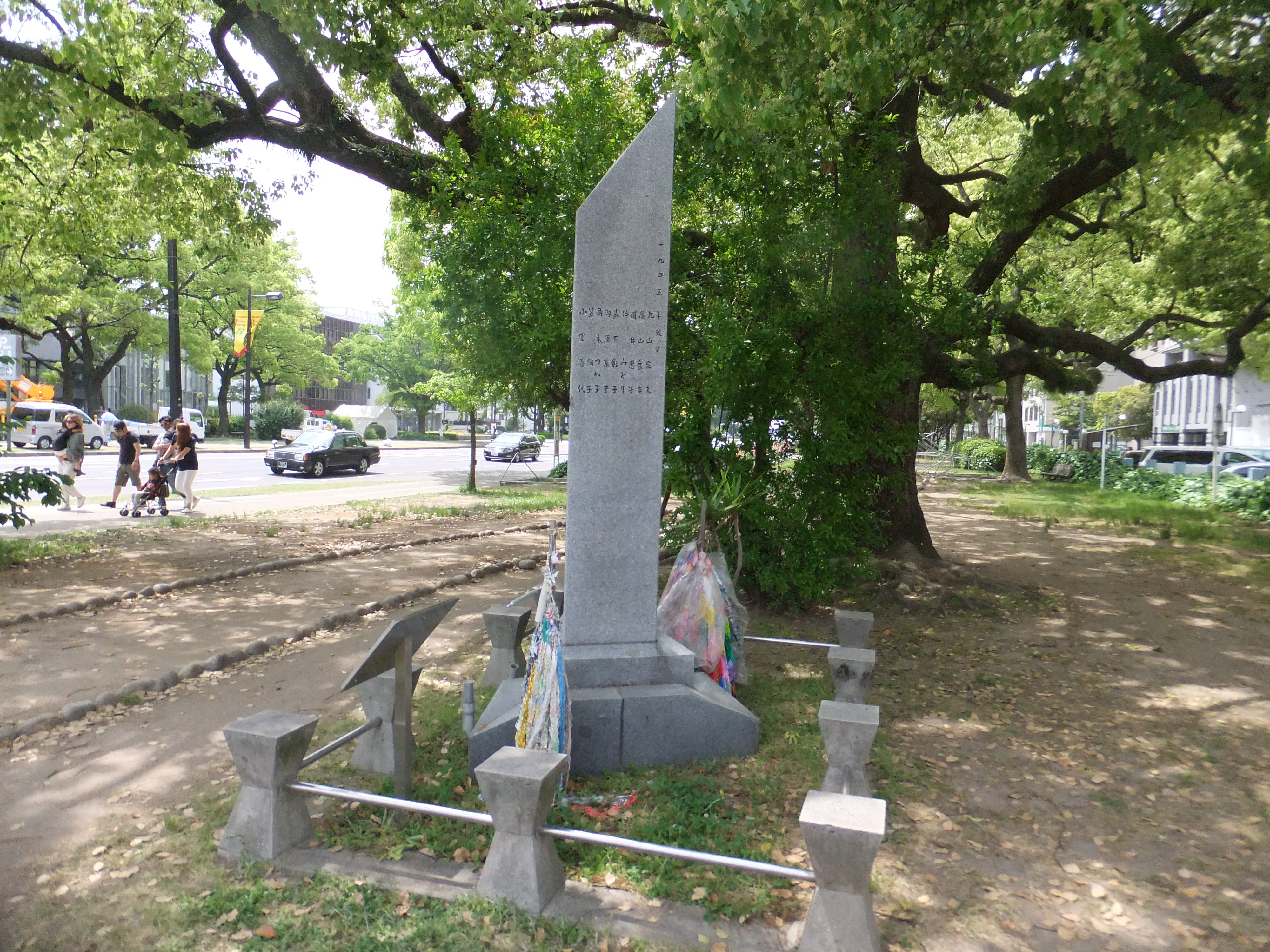
広島平和大通りにある移動演劇さくら隊殉難碑の側面。名前が刻まれている。

1924年1月29日、俳優の薄田研二（本名・高山徳右衛門）の長男として東京に生まれる。
小学2年生の時、姉のツマ子とともに東京少年劇団に入る。
日本大学芸術科で演出を専攻。佐野浅夫は同窓。大学を卒業後、徴兵検査では丙種合格。父や徳川夢声、丸山定夫らが結成した苦楽座で活躍。
1945年、苦楽座を再編した移動劇団桜隊に参加。園井恵子と丸山定夫の舞台「無法松の一生」では吉岡小太郎を演じる。舞台監督兼俳優として広島の宿舎に滞在中、8月6日、被爆した。被爆当日は比治山に避難し、一晩明かす。その後、海田市の知り合い宅に身を寄せ、復旧した臨時列車に乗り込んだ。8月8日、園井恵子とともに、神戸の園井の後援者宅に辿り着くが、急性放射能障害により、体調が悪化する。園井が病臥する隣室で8月20日に死去した。
墓所は東京品川の妙蓮寺にあり、『この世の最大の歓喜とはどんなものであるか。この世の至高の幸福とはどんなものであるか。耐え努め知ろうとして、しかもむなしく消え去った。若き芸術家の墓』と墓標に刻まれ、父親の薄田研二とともに眠っている。

## 関連文献
- 八田元夫『ガンマ線の臨終 ヒロシマに散った俳優の記録』（未來社 1965年）[4]
元版は「ガンマ線の臨終」（『働く婦人』27号、1949年10月1日）[5]で、園井恵子と高山の臨終の様子を書いた。